# Hjalmar Petre
Hjalmar Petre, född 30 september 1832 i Ovansjö socken, Gävleborgs län, död 2 november 1898 i Stockholm, disponent och politiker.
Petre var 1851–52 elev vid Falu bergsskola och var 1853–78 disponent vid Hoforsverken i Gävleborgs län. Dessa kallades allmänt för Petre-verken. Han ivrade för folkbildningen inom Ovansjö socken och inom länet samt invaldes 1865 i Lantbruksakademien. I riksdagen var han ledamot av andra kammaren 1876–1878 för Ovansjö, Torsåkers och Årsunda samt Hedesunda och Österfärnebo tingslags valkrets. Petre gav också stora bidrag till socknarna i området. Större bidrag till Järbo sockens i Gästrikland första kapell och senare kyrka, och 1000 Riksdaler till deras kapellpastor i årlig lön från 1861 samt 18000 Riksdaler till två skolhus i Åsens område i Ovansjö socken tillika 2 000 Riksdaler till lärarnas löner samma år.